# Бассино, Марта
Марта Бассино (итал. Marta Bassino; род. 27 февраля 1996, Кунео, Пьемонт) — итальянская горнолыжница, двукратная чемпионка мира, первая в истории чемпионка мира в параллельном гигантском слаломе, бронзовый призёр чемпионата мира 2019 года в командном первенстве, чемпионка мира среди юниоров 2014 года в гигантском слаломе. Участница зимних Олимпийских игр 2018 и 2022 годов. Наиболее успешно выступает в гигантском слаломе.

## Карьера

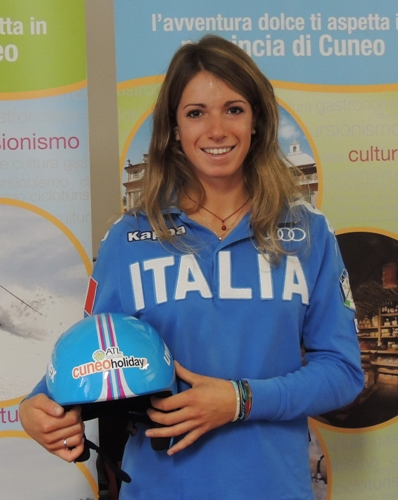
2014 год

Бассино родом из Борго Сан-Далмаццо в регионе Пьемонт. В возрасте 15 лет она приняла участие в гонках FIS. В своем первом сезоне она одержала несколько побед в национальных юношеских гонках. В
Ее дебют на Кубке Европы состоялся в декабре 2012 года, через месяц она завоевала первые очки на этапе Кубка Европы. На своем первом юниорском чемпионате мира 2013 года под Квебеком она заняла 6-е место в скоростном спуске. В марте того же года последовала первая победа в гонке FIS.
На чемпионате мира среди юниоров 2014 года в Ясне она завоевала золотую медаль в гигантском слаломе. Это дало ей право дебютировать на этапе Кубка мира в Ленцерхайде, где она заняла 19-е место в гигантском слаломе 16 марта 2014 года. Сезон завершился титулом чемпионки Италии в гигантском слаломе. 
На старте сезона 2016/17 Марта заняла 3-е место в гигантском слаломе в Зельдене, это был первый подиум на этапе Кубка мира.
26 января 2018 года в Ленцерхайде, Марта впервые в карьере поднялась на вторую ступень подиума на этапе Кубка мира в альпийской комбинации. 
На зимних Олимпийских играх в Пхёнчхане в 2018 году заняла 5-е место в гигантском слаломе и 10-е в комбинации.
В сезоне 2018/19 15 января 2019 года на этапе в Кронплатце показала третье время в гигантском слаломе и впервые в сезоне поднялась на подиум. 
16 и 17 января 2021 года выиграла два этапа Кубка мира в гигантском слаломе в словенской Краньске-Горе. В сезоне 2020/21 стала обладателем Кубка мира в зачёте гигантского слалома.
В феврале 2023 года чемпионате мира в Мерибеле завоевала чемпионский титул в супергиганте, опередив на 0,11 сек Микаэлу Шиффрин. Бассино стала второй итальянкой в истории, выигравшей супергигант на чемпионате мира, после Изольде Костнер, побеждавшей в 1996 и 1997 годах. До победы на чемпионате мира Бассино ни разу не выигрывала супергигант на этапах Кубка мира.
В сезоне 2023/24 пятый раз подряд закончила сезон в топ-10 общего зачёта Кубка мира — 9-е место. Бассино также стала 9-й в зачётах скоростного спуска (лучшее место в карьере), супергиганта и гигантского слалома.

## Выступления на крупнейших соревнованиях

### Олимпийские игры
| Олимпийские игры | Скоростной спуск | Супергигант | Гигантский слалом | Слалом | Комбинация | Команды |
| ---------------- | ---------------- | ----------- | ----------------- | ------ | ---------- | ------- |
| 2018 Пхёнчхан    | —                | —           | 5                 | DNF1   | 10         | —       |
| 2022 Пекин       | —                | 17          | DNF1              | —      | DNF SL     | 8       |

### Чемпионаты мира
| Чемпионат мира         | Скоростной спуск | Супергигант | Гигантский слалом | Слалом | Комбинация | Команды | Паралл. гигантский слалом |
| ---------------------- | ---------------- | ----------- | ----------------- | ------ | ---------- | ------- | ------------------------- |
| 2015 Вейл/Бивер-Крик   | —                | —           | DNF2              | —      | —          | —       | н/д                       |
| 2017 Санкт-Мориц       | —                | —           | 11                | —      | 17         | —       | н/д                       |
| 2019 Оре               | —                | —           | 13                | —      | 13         | 3       | н/д                       |
| 2021 Кортина-д’Ампеццо | —                | 11          | 13                | —      | 6          | —       | 1                         |
| 2023 Мерибель          | —                | 1           | 5                 | —      | DNF SG     | —       | 11                        |
| 2025 Зальбах           | —                | 16          | DNF1              | —      | —          | —       | н/д                       |

### Зачёты дисциплин
- Гигантский слалом — 2020/21

### Подиумы на этапах Кубка мира (30)
7 первых мест + 9 вторых мест + 14 третьих мест
| Сезон   | Дата        | Место проведения     | Дисциплина                    | Место |
| ------- | ----------- | -------------------- | ----------------------------- | ----- |
| 2016/17 | 22 окт 2016 | Зёльден              | Гигантский слалом             | 3     |
| 2016/17 | 24 янв 2017 | Кронплатц            | Гигантский слалом             | 3     |
| 2016/17 | 19 мар 2017 | Аспен                | Гигантский слалом             | 3     |
| 2017/18 | 26 янв 2018 | Ленцерхайде          | Комбинация                    | 2     |
| 2018/19 | 15 янв 2019 | Кронплатц            | Гигантский слалом             | 3     |
| 2019/20 | 30 ноя 2019 | Киллингтон           | Гигантский слалом             | 1     |
| 2019/20 | 28 дек 2019 | Лиенц                | Гигантский слалом             | 2     |
| 2019/20 | 12 янв 2020 | Альтенмаркт-Цаухензе | Комбинация                    | 3     |
| 2019/20 | 19 янв 2020 | Сестриере            | Параллельный гигантский салом | 3     |
| 2019/20 | 25 янв 2020 | Банско               | Скоростной спуск              | 2     |
| 2019/20 | 26 янв 2020 | Банско               | Супергигант                   | 2     |
| 2020/21 | 17 окт 2020 | Зёльден              | Гигантский слалом             | 1     |
| 2020/21 | 12 дек 2020 | Куршевель            | Гигантский слалом             | 1     |
| 2020/21 | 10 янв 2021 | Санкт-Антон          | Супергигант                   | 2     |
| 2020/21 | 16 янв 2021 | Краньска-Гора        | Гигантский слалом             | 1     |
| 2020/21 | 17 янв 2021 | Краньска-Гора        | Гигантский слалом             | 1     |
| 2020/21 | 26 янв 2021 | Кронплатц            | Гигантский слалом             | 3     |
| 2021/22 | 22 дек 2021 | Куршевель            | Гигантский слалом             | 3     |
| 2021/22 | 8 янв 2022  | Краньска-Гора        | Гигантский слалом             | 3     |
| 2021/22 | 11 мар 2022 | Оре                  | Гигантский слалом             | 2     |
| 2021/22 | 20 мар 2022 | Мерибель             | Гигантский слалом             | 2     |
| 2022/23 | 26 ноя 2022 | Киллингтон           | Гигантский слалом             | 2     |
| 2022/23 | 10 дек 2022 | Сестриере            | Гигантский слалом             | 1     |
| 2022/23 | 27 дек 2022 | Земмеринг            | Гигантский слалом             | 3     |
| 2022/23 | 28 дек 2022 | Земмеринг            | Гигантский слалом             | 3     |
| 2022/23 | 7 янв 2023  | Краньска-Гора        | Гигантский слалом             | 2     |
| 2022/23 | 15 янв 2023 | Санкт-Антон          | Супергигант                   | 3     |
| 2022/23 | 22 янв 2023 | Кортина-д’Ампеццо    | Супергигант                   | 3     |
| 2023/24 | 17 фев 2024 | Кран-Монтана         | Скоростной спуск              | 1     |
| 2023/24 | 18 фев 2024 | Кран-Монтана         | Супергигант                   | 3     |